# Kimball, Tennessee
Kimball är en kommun (town) i Marion County i Tennessee. Vid 2020 års folkräkning hade Kimball 1 545 invånare.